# حكومة أحمد نامي الأولى 1926
تشكلت حكومة أحمد نامي الأولى بالقرار رقم /1/ بتاريخ 4 أيار 1926 المنشور بجريدة العاصمة العدد /291/ الشهر السادس 1926· وقبلت استقالتها بالقرار رقم /79/ بتاريخ 12 حزيران 1926·
هي تاسع حكومة في تاريخ سوريا الحديث وثاني حكومات الدولة السورية وأول الحكومات المشكلة على يد أحمد نامي بك وثاني الحكومات المشكلة في عهد هنري دي جوفنيل مفوضًا ساميًا. كذلك تعتبر من أقصر الحكومات عمرًا إذ استقالت بعد حوالي شهر في 12 يونيو بعد اعتقال ثلاث من وزرائها.
تشكلت الحكومة في مرحلة مضطربة من تاريخ البلاد فقد كانت الثورة السورية الكبرى خلالها في أوجها والفرنسيون يسعون لقمعها بشتى الوسائل دون جدوى، وسوى ذلك فهي قد تشكلت بعد حكم عسكري مباشرة بقيادة الجنرال الفرنسي فرانسوا بيير أليب امتد بين 8 فبراير و2 مايو 1926 بهدف قمع الثورة دون أن يفلح في ذلك. نصّ بيان الحكومة الذي وجهه رئيسها للشعب أنه سيسعى لتوحيد البلاد والدعوة لانتخابات وسن دستور غير أن أيًا من ذلك لم يتحقق، لا في عهد هذه الحكومة قصيرة الأمد ولا في تاليتها التي شكلها أحمد نامي بك أيضًا. ولعلّ من أبرز أحداث هذه الحكومة اعتقال ثلاث وزراء منها هم حسني البرازي وفارس الخوري ولطفي الحفار على يد القوات الفرنسية بتهمة التحريض الثوار على متابعة القتال، وقد نفي هؤلاء (المحسوبين على الكتلة الوطنية) إلى محافظة الحسكة أولاً من إلى لبنان حتى عام 1927.

## التشكيل الوزاري
تألفت حكومة أحمد نامي الأولى من الوزراء:
| المنصب                        | الصورة | شاغل المنصب          | في المنصب من | في المنصب حتى  |              |
| ----------------------------- | ------ | -------------------- | ------------ | -------------- | ------------ |
| رئيس الدولة ورئيس الوزراء     |        | أحمد نامي            | 4 أيـار 1926 | 15 شباط 1928   |              |
| وزير الداخلية                 |        | حسني البرازي         | 4 أيـار 1926 | 12 حزيران 1926 |              |
| وزير العدلية                  |        | يوسف الحكيم بالوكالة | 4 أيـار 1926 | 15 شباط 1928   |              |
| وزير المالية                  |        | شاكر نعمت الشعباني   | 4 أيـار 1926 | 12 حزيران 1926 |              |
| وزير الزراعة والاقتصاد        |        | واثق المؤيد العظم    | 4 أيـار 1926 | 12 حزيران 1926 | [ ملاحظة 2 ] |
| وزير المعارف                  |        | فارس الخوري          | 4 أيـار 1926 | 12 حزيران 1926 |              |
| وزير اللأشغال العامة والتجارة |        | لطفي الحفار          | 4 أيـار 1926 | 12 حزيران 1926 |              |

| سبقه حكومة صبحي بركات الخالدي الثانية | الحكومات في سوريا حكومة أحمد نامي الأولى | تبعه حكومة أحمد نامي الثانية |

## الملاحظات
1. ↑  ورد في القرار بقاء وزارة الأوقاف شاغرة
2. ↑  كلف إضافةً إلى منصبه بالمصالح العقارية وأملاك الدولة

## روابط خارجية
- الحكومات السورية على موقع رئاسة مجلس الوزراء
- الحكومات السورية على موقع مجلس الشعب السوري
- وزارات الدولة على بوابة الحكومة الإلكترونية السورية
- الوزارات والهيئات الحكومية على موقع مجلس الشعب السوري